# 효자로 (춘천시)
효자로(Hyoja-ro)는 강원특별자치도 춘천시 퇴계동 우묵들사거리에서 춘천시 효자동 팔호광장교차로을 잇는 도로이다.

## 주요 경유지
강원특별자치도
- 춘천시 (퇴계동 . 효자동)

## 노선
| 이름              | 접속 노선 | 소재지 | 소재지 | 비고 |
| ----------------- | --------- | ------ | ------ | ---- |
| 우묵들사거리      | 퇴계로    | 춘천시 | 퇴계동 |      |
| 효자교            |           | 춘천시 | 퇴계동 |      |
| 효자사거리        | 공지로    | 춘천시 | 효자동 |      |
| 효자문 교차로     | 효제길    | 춘천시 | 효자동 |      |
| 팔호광장 교차로   | 춘천로    | 춘천시 | 효자동 |      |
| 서부대성로와 직결 |           |        |        |      |

## 주요 건물 및 시설
- GS칼텍스 에이스주유소 (효자로 94/효자동 666-3)
- 새마을금고 춘천동부새마을금고 효자동지점 (효자로 121/효자동 661-24)
- 농협 춘천축산농협 효자지점 (효자로 135/효자동 658-5)
- 세븐일레븐 팔호광장점 (효자로 147/효자동 657-16)
- SK에너지 광장셀프주유소 (효자로 150/효자2동 653-1)
- GS25 춘천메가시티점 (효자로 188/효자동 654-6)